# St. Stephan (Kirchstetten)
Die römisch-katholische Filialkirche St. Stephan in Kirchstetten, einem Ortsteil der Stadt Vilsbiburg im niederbayerischen Landkreis Landshut, ist eine Saalkirche mit einem im Kern romanischen Langhaus aus dem 12. oder 13. Jahrhundert, das um 1500 erhöht und mit einem spätgotischen Gewölbe ausgestattet wurde. Chor und Sakristei dürften ebenfalls um 1500 entstanden sein.
Das dem Patrozinium des heiligen Stephanus (Gedenktag: 26. Dezember) unterstellte Gotteshaus ist der Kuratie St. Johann Baptist in Johanneskirchen zugeordnet. Es ist als Baudenkmal mit der Nummer D-2-74-184-85 beim Bayerischen Landesamt für Denkmalpflege eingetragen.

## Beschreibung

### Außenbau
Die einschiffige, nach Osten ausgerichtete Saalkirche umfasst einen nicht eingezogenen Chor mit zwei Jochen und Schluss in drei Achteckseiten sowie ein Langhaus mit drei Jochen. Die beiden Baukörper liegen nicht exakt in einer Flucht; der Chor knickt leicht nach Norden ab. Die Sakristei ist nördlich am Chor angebaut.
Der Außenbau ist unverputzt. Die Nord- und Südseite des Langhauses weisen eine Gliederung durch ein sogenanntes Deutsches Band auf. Chor und Sakristei besitzen einen Sockel, der am Langhaus fehlt. Alle Fenster sind auf der Südseite angeordnet, spitzbogig ausgeführt und mit Maßwerk, das Fischblasenmotive zeigt, verziert. Auf der Südseite des westlichen Langhausjochs ist ein einfaches, romanisches Rundbogenportal erkennbar, das heute vermauert ist. Nunmehr erfolgt der Zugang zum Kircheninneren über das Westportal, das durch einen kleinen hölzernen Vorbau geschützt ist. Über der Westfassade des Langhauses befindet sich ein rechteckiger Dachreiter mit Satteldach.

### Innenraum
Chor und Langhaus werden von einem Netzgewölbe mit Parallelrippenfiguration überspannt. Dieses ruht auf gefasten Wandpfeilern und entsprechenden, spitzen Schildbögen. Den Wandpfeilern im Chor sind Runddienste mit polygonalen Kapitellen vorgelegt, aus denen die Gewölberippen entspringen. Die Seiten der Kapitelle sind konkav eingezogen. Das Chorgewölbe weist lediglich einen runden Schlussstein auf. Die Langhausmauern sind in halber Höhe leicht abgesetzt, was auf die spätgotische Erhöhung des Kirchenschiff zurückzuführen ist. Die Gewölberippen entspringen hier aus profilierten Achteckskonsolen mit konkav eingezogenen Seiten. Die Rippen sind in Chor und Langhaus mit Kehle und Fase profiliert. Der spitze Chorbogen ist im Profil rechteckig und mit beidseits mit einer gefasten Vorlage profiliert.
In der Sakristei befindet sich ein sternförmiges Gewölbe ohne Rippen.

### Ausstattung
Die Ausstattung ist im Wesentlichen neugotisch. Der auf Holz gemalte Kreuzweg ist barock. Die beiden Glocken wurden im Jahr 1708 in Landshut gegossen.